# Novella
Novella es una comuna y población de Francia, en la región de Córcega, departamento de Alta Córcega.
Su población en el censo de 1999 era de 68 habitantes.
Estación de ferrocarril en la línea de Bastia a Calvi.

## Demografía
| 58 | 121 | 110 | 97 | 55 | 68 |
| Para los censos de 1962 a 1999 la población legal corresponde a la población sin duplicidades (Fuente: INSEE [Consultar]) |     |     |    |    |    |